# لوکاس برایانت
لوکاس برایانت (انگلیسی: Lucas Bryant؛ زادهٔ ۲۸ سپتامبر ۱۹۷۸) یک هنرپیشه اهل کانادا است. وی از سال ۲۰۰۲ میلادی تاکنون مشغول فعالیت بوده‌است.